# Blind ermittelt – Blutsbande
Blind ermittelt – Blutsbande ist ein österreichischer Fernsehfilm der Krimireihe Blind ermittelt aus dem Jahr 2019 von Jano Ben Chaabane mit Philipp Hochmair und Andreas Guenther. Der Film wurde am 2. Dezember 2019 im ORF erstmals ausgestrahlt. Im Ersten wurde der Film unter dem Titel Die verlorenen Seelen von Wien erstmals am 27. Februar 2020 gezeigt.

## Handlung
Alexander „Alex“ Haller, der zusammen mit seiner Schwester Sophie ein Hotel geerbt hat, ist ein blinder, ehemaliger Wiener Chefinspektor, der bei einem Sprengstoffanschlag sein Augenlicht und damit auch seinen Beruf verlor. Zusammen mit dem aus Berlin stammenden Taxifahrer Nikolai „Niko“ Falk ermittelt er in seinem zweiten Fall.
Diesmal wird Hallers Schwester gekidnappt. Hallers Assistent Niko führt Sophie zu einem gemeinsamen Theaterbesuch aus, zum Missfallen von Alex. Während des Theaterbesuchs wird sie entführt. Niko versucht noch die Täter aufzuhalten und schießt im Kampf auf einen von diesen, trotzdem gelingt ihnen die Flucht. Auf der Flucht erschießt Caro, neben Adrian eine der drei Entführer, den verletzten dritten Kollegen. Alex will in diesem Fall allein ermitteln und die Polizei nicht einschalten, weil er annimmt, dass dies die Gefahr für Sophie erhöht.
Zunächst vermutet Niko, dass die Entführung etwas damit zu tun hat, dass er der Wettmafia 50.000 Euro schuldet. Dies erweist sich jedoch als falsche Fährte. Die Entführer scheinen über das Leben von Haller und seiner Familie gut informiert zu sein und fordern 750.000 Euro Lösegeld, die Übergabe soll in einer Gondel des Wiener Riesenrades stattfinden, das Lösegeld in einen Rucksack deponiert werden. Als die Leiche des dritten Entführers gefunden wird, stößt auch Hallers Nachfolgerin, Kommissarin Laura Janda, auf den Fall. Diese lässt sich die Aufnahmen der Überwachungskameras vom Burgtheater liefern, auf denen auch Niko zu sehen ist. Janda vermutet einen Zusammenhang zwischen der Leiche am Donaukanal und dem Schusswechsel vor dem Theater, der Augenzeuge des Schusswechsels kann Niko in einer Gegenüberstellung jedoch nicht zweifelsfrei identifizieren.
Bei dem Versuch der Lösegeldübergabe werden Alex und Niko von Janda und ihrem Team observiert. Als Caro und Adrian diese entdecken, stiften sie Verwirrung, indem sie vor einer Bombe warnen. Den beiden gelingt es, mit dem Rucksack voll Geld zu entkommen. Gegenüber Caro gibt Adrian an, dass sich im Rucksack kein Geld befand und zeigt ihr den aus Paierschnipseln bestehenden Inhalt. Adrian erzählt Sophie, dass er das Geld für eine Herzklappen-Operation benötigt. Gegenüber Adrian äußert Sophie den Verdacht, dass Caro das Geld aus dem Rucksack unterschlagen hat. Nachdem sie die erste Zahlung angeblich nicht erreicht haben, erhöhen die Entführer ihre Forderung auf eine Million Euro.
Haller besucht den ehemaligen Oberstaatsanwalt Arthur Pohl im Gefängnis, wo er unter anderem wegen Mordes an Hallers Lebensgefährtin, Staatsanwältin Kara Hoffmann, sitzt, und Alex mit Pohl über die Affäre seines Vaters Lorenz Haller mit deren Zimmermädchen Franzi spricht. Franzi hatte sich das Leben genommen, nachdem sie von Alex und Sophies Mutter vor die Tür gesetzt wurde. Franzi war die leibliche Mutter von Caro, Caro wurde von Frau Molden aus dem Waisenhaus geholt und großgezogen. Diese erzählt Alex und Niko, dass Caro eines Tages plötzlich verschwunden sei. Später sei sie mit ihrem Freund Adrian wieder aufgetaucht.
Sowohl Alex als auch Sophie finden heraus, dass Caro im Hotel der Hallers gearbeitet hatte. Caro erzählt Sophie, dass sie ihre Halbschwester sei. Gegenüber Caro äußert Sophie den Verdacht, dass Adrian das Geld aus dem Rucksack unterschlagen hat. Caro findet das Lösegeld zusammen mit einem Flugticket auf Adrians Namen. Die Herzkrankheit habe er nur vorgetäuscht, weil Caro ansonsten bei seinen Plänen nicht mitgemacht hätte. Aus den Hintergrundgeräuschen des Videos der Entführer entnimmt Alex, dass diese sich auf einem Boot befinden. Alex gelingt es in der Folge Sophie auf dem Boot zu befreien. Als Adrian droht Kommissarin Janda zu erschießen, wird Adrian von Caro erschossen. Caro flieht mit dem Lösegeld.

## Produktion
Die Dreharbeiten fanden gemeinsam mit der dritten Folge Das Haus der Lügen vom 18. März bis zum 23. Mai 2019 statt. Gedreht wurde in Wien und Umgebung.
Produziert wurde der Film von der österreichischen Mona Film Produktion GmbH der Produzenten Thomas Hroch und Gerald Podgornig. Beteiligt waren der Österreichische Rundfunk und die ARD (Degeto Film), unterstützt vom Fernsehfonds Austria und dem Filmfonds Wien.
Für das Kostümbild zeichnete Theresa Ebner-Lazek verantwortlich, für das Szenenbild Katharina Haring und Nina Salak, für den Ton Thomas Szabolcs und für das Maskenbild Danijela Brdar und Jenny Popova.

## Rezeption

### Kritiken
Wilfried Geldner befand im Weser-Kurier, dass der Fall „erstaunlich ernst und für Ösi-Verhältnisse recht humorlos“ durchgezogen werde, der zwar optisch mit seiner melancholischen Atmosphäre nichts zu wünschen übrig lasse, dem es aber doch an überraschenden Einfällen und am Wiener Schmäh, wie man ihn etwa von den ORF-Stadtkomödien und Landkrimis her kennt, fehle.
Volker Bergmeister schrieb bei tittelbach.tv, dass dieser Fall 90 Minuten Thriller-Spannung mit düsterer Soundgestaltung, rasanter Bildsprache und markanten Locations der österreichischen Metropole vom Burgtheater bis zum Prater samt Riesenrad biete. Haller und Falk seien ein unkonventionelles Ermittler-Duo in einem leider sehr konventionell geratenen Fall.
Tilmann P. Gangloff meinte in der Frankfurter Rundschau, dass Die verlorenen Seelen von Wien durch eine enorme Stilsicherheit beeindrucke. Der Handlungskern möge überschaubar sein, aber wie Werner und Chaabane die Geschichte verpackt hätten, sei nicht zuletzt optisch ein großes Vergnügen. Schon allein der kunstvolle Umgang mit dem Licht bewege sich deutlich über dem Fernsehdurchschnitt.
Oliver Jungen befand in der FAZ, dass sich Blind ermittelt in Optik, Tempo, Ironie und Charme fortan noch stärker als bisher an der britischen Serie Sherlock orientiere, ohne jedoch deren Intelligenzgrad zu erreichen. Der visuelle Stil überzeuge durch kreative Entschlossenheit.

### Einschaltquote
In Deutschland sahen den Film bei Erstausstrahlung im Ersten 4,03 Millionen Zuschauer, der Marktanteil lag bei 12,7 Prozent.